# Placide Tempels
Placide Frans Tempels (* 18. Februar 1906 in Berlaar, Belgien; † 9. Oktober 1977 in Hasselt (Belgien)) war ein belgischer Missionar. Berühmt wurde er für seine Schrift La philosophie bantoue im Jahr 1945.

## Leben
Geboren als Frans Tempels, erhielt er mit 18 Jahren den Namen Placide bei seinem Eintritt in den Franziskanerorden. Nach seiner Priesterweihe im Jahre 1930 lehrte er für drei Jahre in Belgien, bevor er 1933 nach Belgisch-Kongo (heute Demokratische Republik Kongo) berufen wurde. Er blieb dort für 29 Jahre. Unterbrochen wurde sein Aufenthalt nur durch zwei kurzfristige Reisen nach Belgien. Im April 1962 kehrte er schließlich zurück, um im Franziskanerkloster Berlaar zu leben, wo er 1977 verstarb.

## Bantu-Philosophie
Obwohl er weder Afrikaner noch Philosoph war, hatte Tempels großen Einfluss auf die Afrikanische Philosophie, und zwar durch die Veröffentlichung seines Werks La philosophie bantoue im Jahre 1945 (dt. 1956: Bantu-Philosophie. Ontologie und Ethik). Dieses Werk der Ethnophilosophie wurde kritisiert, u. a. von Paulin Hountondji, Aimé Césaire, Kwame Anthony Appiah, Kwasi Wiredu und Peter Bodunrin. Viele stimmten aber auch (teilweise oder völlig, implizit oder explizit) den von ihm transportierten Ideen bzw. Ideologien zu, so zum Beispiel Alexis Kagame. Tempels selbst beanspruchte durch diese Arbeit, einen Schlüssel für das Verstehen des „primitiven“ Denkens gefunden zu haben.
Seine Bantu-Philosophie besagt im Großen und Ganzen folgendes:
1. Es existiert eine kollektive Bantu-Philosophie, die „ein für allemal der ewigen unwandelbaren Seele des Afrikaners“ inhärent ist.
2. (Lebens-)Kraft und Sein sind ein und dasselbe.
3. Die dynamische (Realität der) Bantu-Philosophie steht der statischen (Realität der) europäischen Philosophie gegenüber.
4. Die Interaktion zwischen Gott und Mensch erfolgt nach unwandelbaren Gesetzen.
5. Die Hierarchie des Seins ist eine Hierarchie der herrschenden Kräfte: Gott – Schöpfer des Clans – Urahnen – Ahnen der Stämme (als Vermittler der Kräfte der Gründungsväter) – Tiere – Pflanzen – Minerale

## Rezeption
Paulin Hountondji übte Kritik am theoretischen Ansatz Tempels'. Dieser bediente, so Hountondji, sowohl die Rehabilitation der afrikanischen Kultur als auch die These Lévy-Bruhls. Der Erfolg der literarischen Arbeit Tempels' sei verständlich, denn er erfülle mit seiner Schrift mannigfaltige Erwartungen:
1. Eine definitive Philosophie dient dem afrikanischen Nationalisten als Ideologie, der er sich leidenschaftlich hingeben kann.
2. Eine handfeste Doktrin dient kolonialapologetischen Afrikanisten und Ethnologen (z. B. Bachelard) offen als Geschichte der eigenen intellektuellen Kindheit.
3. Eine vereinfachte Weltanschauung dient konventionellen Ethnographen und katholischen Missionaren zur Bestätigung der Inferiorität der „exotischen“ Kulturen

Außerdem gilt es festzuhalten:
- Der Thomismus im Werk zeigt: Es ist nicht die Philosophie der Bantu, sondern Tempels' eigene Philosophie.
- Das Objekt imperialen Herrschaftsdiskurses wird durch diese Pseudophilosophie der Weltanschauungen der Mitsprache enthoben.
- Ein populärer, ideologischer Gebrauch von „Philosophie“ steht im Gegensatz zu eigentlicher Philosophie im strengen, theoretischen Gebrauch des Wortes.

Aimé Césaire übte politische Kritik (Discours sur le colonialisme, 1950), indem er die schwerwiegenden Konsequenzen einer derartig reduzierten afrikanischen Philosophie aufzeigte. Er akzeptierte jedoch implizit den theoretischen Ansatz der Ethnophilosophie, der besagt, es gebe tatsächlich eine spontane, kollektive Bantu-Philosophie.
Alexis Kagame (Priester in Ruanda) behauptete ebenfalls die Existenz einer kollektiven Bantu-Philosophie. Er schränkte jedoch – im Gegensatz zu Placide Tempels – den Anspruch auf die Region Rwandas und der Nachbarländer ein. Um der Idee eines unveränderlichen, ewigen Denksystems Plausibilität zu verleihen, leitete er die Ontologie von der grammatischen Struktur des Kinyarwanda ab. Theoretisches Denken sei, so Kagame, in der Muttersprache bedingt; eine andere Muttersprache bedinge demnach ein völlig anderes Denken. Kagame präsentierte seine Arbeit explizit als Monographie, aber dennoch sagte er, die formale Logik sei in allen Kulturen gleich. Kagame beschreibt Kraft als Sein in Bewegung. Sein in Ruhe und Sein in Bewegung seien einfach zwei Aspekte desselben Seins.